# Johan Blomberg
Johan Blomberg, né le 14 juin 1987 à Lund en Suède, est un footballeur suédois. Il évolue au poste de milieu droit avec le Trelleborgs FF.

## Biographie

### En club
Avec les clubs d'Halmstads BK et de l'AIK Solna, il dispute 136 matchs dans le championnat de Suède, inscrivant 20 buts. Il réalise sa meilleure performance en Allsvenskan lors de la saison 2014, où il inscrit sept buts.
Avec l'équipe de l'AIK, il prend également part à 17 matchs en Ligue Europa (tours préliminaires uniquement).

## Palmarès
- Vice-champion de Suède en 2016 et 2017 avec l'AIK Solna